# 黑暗中的舞者
《在黑暗中漫舞》（英語：Dancer in the Dark），是丹麦导演拉斯·冯·提尔2000年時的電影作品，由冰岛歌手比约克主演。它是該导演拍摄的三部曲之第三部，另两部是《破浪》（Breaking the Waves） 和《白痴》（The Idiots）。此片获得了2000年第53屆坎城影展金棕櫚獎與最佳女演員獎，以及欧洲电影奖的最佳影片和最佳女演员奖，並被俄羅斯影評公會、日本學院奧斯卡及藍緞獎、美國獨立精神獎等評為最佳外語片；名列2000年美國評介局（NBR）年度十佳及歌舞片傑出表現（Björk）特別加註。
此外，也雙雙获得2001年奥斯卡及金球獎的最佳原创歌曲（I've Seen It All）提名。2022年8月，《IndieWire》列出40部最佳悲傷電影名冊裡，本片榜上有名。

## 剧情
故事发生在1960年代的美国，捷克斯洛伐克移民莎玛与独子基恩移民来到美国，住在从小镇警察比尔和她妻子琳达家租来的货车库里。莎玛在生产不锈钢水槽的工厂工作，业余时间做些小饰品赚钱。她酷爱音乐剧，常与好友凯西去看音乐剧电影，参加社区音乐剧排练。音乐是她的幸福所在，她时常沉浸在从生活中单调乏味的响声而幻想出来的音乐节奏中，她脸上常常挂着甜美而单纯的笑容。
而当善良的莎玛为了安慰虚伪的比尔，说出自己的秘密时，现实的残酷却将她推向死亡。原来莎玛来美国昼夜不停的挣钱是为了在她的儿子满13岁时能得到美国先进医疗技术的帮助，治癒他身上家族遗传的眼病。而莎玛的眼睛由于这种眼病，很快就要瞎了。当莎玛由于几乎失明的眼睛造成工厂事故被解雇回家时，却发现比尔将她为了给儿子治病积攒的钱全部偷走了。当善良的莎玛只身找到比尔索要自己的钱时，却遭到了比尔的诬蔑与栽赃。莎玛在和比尔争夺钱包时，比尔的枪走火射中他自己。受伤的比尔欲借莎玛的手自杀而死握钱包，逼迫莎玛将自己杀死。
莎玛因遵守诺言，保護比爾的聲譽和確保比爾的太太能拿到保險金，一方面不要让儿子的手術費再進入法律程序，拒绝在法庭上说出真相，被判一级谋杀，一周内执行绞刑。朋友发现实情，想翻案的努力也未能改变莎玛为了留钱给儿子治病而宁愿自己一死的决心。最终莎玛的生命在她“that's all…”的歌声中戛然而止。

## 相关链接
- 互联网电影数据库（IMDb）上《黑暗中的舞者》的资料（英文）
- Box Office Mojo上《黑暗中的舞者》的資料（英文）
- 豆瓣电影上《黑暗中的舞者》的資料 （简体中文）
- 爛番茄上《黑暗中的舞者》的資料（英文）
- Metacritic上《黑暗中的舞者》的資料（英文）